# Volkshochschule Essen
Die Volkshochschule Essen ist eine kommunale Bildungseinrichtung der Stadt Essen. Sie befindet sich in einem 2004 errichteten Neubau im Stadtkern am Burgplatz.

## Geschichte

### Gründung
Nach dem Ende des Ersten Weltkriegs, am 28. Mai 1919, gründete der von der Essener Stadtverordnetenversammlung gebildete Ausschuss für Volksbildung, zu dem unter anderem Artur Jacobs gehörte, die Volkshochschule. Am darauf folgenden 1. September wurde die Satzung der Volkshochschule der Stadt Essen verabschiedet. Sie beginnt mit (Zitat):

„Die Volkshochschule der Stadt Essen ist geboren aus dem Wunsch, zum Wiederaufbau des Vaterlandes beizutragen. Die Volkshochschule will die Freude an geistiger Arbeit in die Gesamtbevölkerung hineintragen. Sie will zu echtem Volkstum, freudigem Gemeinsinn und edlem Menschentum erziehen, will in den Zusammenhang des Weltgeschehens einführen und dadurch die Berufsarbeit froh und wertvoll machen.“

Der damalige Essener Oberbürgermeister und spätere Reichskanzler Hans Luther trieb die Gründung im Wesentlichen voran. Im Oktober 1919 übernahm der zweite Stadtbibliothekar Heinrich Dicke nebenamtlich die Leitung der neuen Volkshochschule. Die erste VHS-Kanzlei befand sich in einem Haus an der Burgstraße 14 (heute Kettwiger Straße, südlich des Baedekerhauses).
Erste Kurse wurden im 1912 erbauten Keramikhaus am Flachsmarkt 2 angeboten. Zunächst gab es einen politisch gespaltenen Lehrkörper, der die tief gespaltene Gesellschaft nach dem Krieg widerspiegelte. Die einen bedauerten das zerfallene Kaiserreich, die anderen wollten eine linksgerichtete Revolution, was deutliche Unruhen im Ruhrgebiet auslöste. So hatte sich ein katholischer und ein sozialistischer Bildungsausschuss herausgebildet, die auf ihre Selbständigkeit beharrten. Jedoch waren beide auf die Unterstützung der Stadt Essen angewiesen. Zudem machte der damalige Oberbürgermeister Hans Luther deutlich, dass die Stadt nur eine allgemeine Volkshochschule fördert. Der hieraus erfolgte Kompromiss ging als Essener Modell in die Geschichte der Volkshochschulbewegung ein. So gab es in der Satzung der städtischen Volkshochschule den §15, der erlaubte, dass „Lehrer und Schüler der Hochschule […] unter sich Gruppen bilden“ durften. Es kristallisierte sich eine sozialistische, eine katholische, eine evangelische und eine freie Gruppe heraus, welche unter dem Dach der Stadt die angebotenen Kurse auswählten und die Lehrkräfte bestimmten. Im ersten Semester wurde mit 75 Kursen begonnen, die stetig mehr wurden. 1930 wurden 4477 Kursteilnehmer gezählt.

### Von der Weimarer Republik zum Nationalsozialismus
Das Programm der Volkshochschule war in der Zeit der Weimarer Republik von einem weitgehend demokratischen Gremium ausgegangen, das sich aus dem Oberbürgermeister, Vertretern der Stadt, des Lehrkörpers und der Schülerschaft zusammensetzte. – Einer der Mitbegründer der Essener Volkshochschule, der Pädagoge und Politiker Artur Jacobs, warnte schon 1919 in seiner programmatischen Schrift „Ueber Wesen und Ziele einer Volkshochschule“ vor sich abzeichnenden völkisch-rassistischen Tendenzen in dieser neuen  Einrichtung der Erwachsenenbildung in öffentlicher Trägerschaft. Mit Teilnehmenden eines Volkshochschulkreises gründete Artur Jacobs 1923 den Bund, eine Gemeinschaft, die sich einer „neuen Einstellung von Mensch zu Mensch“ verpflichtet sah und angesichts des auftrumpfenden Nationalsozialismus gegen Ende der zwanziger Jahre die politische Verantwortung immer mehr in den Mittelpunkt ihrer Arbeit stellte; Jacobs und sein Kreis halfen dann unter der nationalsozialistischen Gewaltherrschaft Verfolgten; eine Reihe von Bund-Mitgliedern wurde 2005 von der israelischen Gedenkstätte Yad Vashem als Gerechte unter den Völkern ausgezeichnet.
Nach der Machtergreifung 1933 bestand das von den Nationalsozialisten beeinflusste Sommersemester 1933 aus lediglich 35 Kursen, zu denen nur noch deutschblütige und unbescholtene Staatsbürger zugelassen waren. Es war die niedrigste Anzahl an Kursen seit Gründung. Die weltanschauliche Vielfalt der sozialistischen, katholischen, evangelischen und freien Gruppe wurde unterdrückt. Ein weiteres Semester hat es dann nicht mehr gegeben. Die Volkshochschule wurde unbegründet für die Zeit des Nationalsozialismus geschlossen und blieb es auch im Zweiten Weltkrieg.

### Nach dem Zweiten Weltkrieg
Am 16. Oktober 1946 erhielt die Volkshochschule die Erlaubnis der britischen Militärregierung zur Wiedereröffnung. Ohne die vor dem Nationalsozialismus existierenden vier eigenständigen weltanschaulichen Gruppen lehnte man sich an die Arbeit der 1920er Jahre an. Das inhaltliche Kursangebot wurde unter anderem auf die Vermittlung von Fremdsprachenkenntnissen erweitert.

#### Schulleiter
Der Museumskurator Friedrich Meisenburg († 1967) wurde nach dem Krieg kommissarischer Schulleiter. Der erste hauptamtliche Leiter wurde 1964 der spätere Kulturdezernent Essens, Wilhelm Godde (1926–2016); zu dessen Nachfolger als Direktor der Volkshochschule wählte der Rat der Stadt Essen im Jahr 1977 den Kulturamts- und Volkshochschulleiter der Stadt Unna, Gerd Hergen Lübben. Nach dem Abschied von Gerd Hergen Lübben Anfang 1996 und bis zur Wahl von Friederike Brunnbauer als seine Amtsnachfolgerin, leitete die langjährige Stellvertretende VHS-Direktorin Rosemarie Seelig kommissarisch die Essener Volkshochschule. Nach Eintritt der Direktorin der Volkshochschule Essen Friederike Brunnbauer in den Ruhestand im Januar 2014 übernahm ihre Stellvertreterin Elke Timm die kommissarische Leitung, bis der Rat der Stadt im Januar 2015 Michael Imberg, der in den Jahren von 1993 bis 2000 Dezernatsbeauftragter für das damalige Dezernat für Kultur, Freizeit, Bildung und Wirtschaft, von 2000 bis 2007 Leiter der Verwaltung der Städtischen Museen Essen und von 2007 bis 2015 Referent für Kultur und Sonderprojekte im Büro des Oberbürgermeisters war, zum neuen Leiter der Volkshochschule bestellte. Er wurde am 5. März 2024 durch Oberbürgermeister Thomas Kufen in den Ruhestand verabschiedet, in den Imberg offiziell am 28. März 2024 eintritt. Sein Nachfolger wird zum 1. April 2024 Stephan Rinke, der bis dahin stellvertretender Fachbereichsleiter der VHS Essen war. Das wurde im Rat der Stadt Essen in der Sitzung vom 13. März 2024 beschlossen.

### Gebäude an der Hollestraße

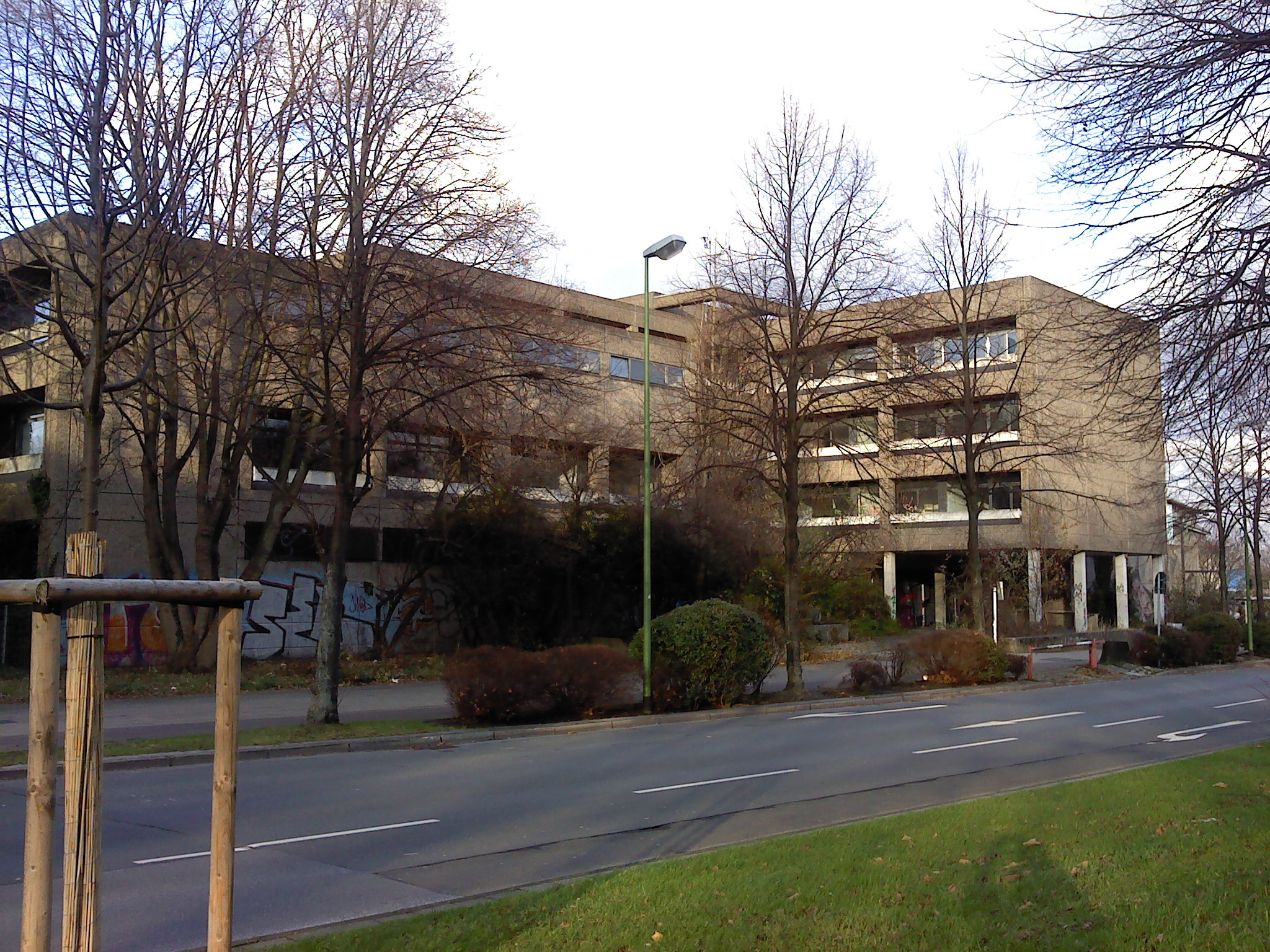
Ehemaliges Volkshochschulgebäude an der Hollestraße, Eingangsbereich

Im April 1971 nahm ein eigens für die Volkshochschule errichtetes Schulgebäude an der Hollestraße im Essener Ostviertel den Betrieb auf. Es befand sich auf dem Grund der in der zweiten Hälfte des 19. Jahrhunderts dort ansässigen Puddlingwerke Schulz-Knaudt. Die Grundsteinlegung des Gebäudes mit Waschbeton-Fassade fand im März 1969 statt. Vorn wurde das Gebäude auf einem Grundstück von rund 7000 Quadratmetern von Betonsäulen getragen. Nach hinten waren die Etagen stufenartig angeordnet. Das vom Team um den Bochumer Architekten Wilhelm Seidensticker entworfene frühere „Haus der Erwachsenenbildung (Volkshochschule)“ an der Hollestraße in Essen galt als historisch beispielhafter Baustein für ein modernes Ruhrgebiet.
Anlässlich des 75-jährigen Bestehens der Essener Volkshochschule verwies die damalige Oberbürgermeisterin Annette Jäger zugleich auf das 25 Jahre zurückliegende Richtfest für das Volkshochschulgebäude an der Hollestraße. Die Volkshochschule hat sich stetig den veränderten gesellschaftlichen Rahmenbedingungen anpassen müssen. Überregionale Beachtung hatte die Essener VHS Mitte der 1980er Jahre für ihre innovative Erkundung und Schaffung von Beschäftigungsmöglichkeiten für arbeitslose Lehrer gefunden, unter anderem durch Einrichtung umfangreicher, Zusatzqualifizierung und Berufserfahrung in außerschulischen Bildungsbereichen vermittelnder Projekte, beispielsweise zu Entwicklung und Aufbau eines Dokumentations- und Informationssystems für die Weiterbildungsberatung in der Stadt Essen: Eine „Weiterbildungsdatenbank“, die neutral Informationen über Inhalte, Unterrichtsmethoden, Kosten, Förderungsmöglichkeiten und Termine jeweils konkurrierender Weiterbildungsangebote beziehungsweise Weiterbildungsanbieter bereithält, war grundlegend für die erstmalige Einrichtung der Essener kommunalen „Weiterbildungsberatungsstelle“ bei der VHS mit der Zielsetzung, Arbeitnehmerinnen/Arbeitnehmer, Berufsrückkehrerinnen/Berufsrückkehrer, Menschen mit Migrationshintergrund sowie Menschen mit Behinderungen bei der Suche nach Aus- und Weiterbildungsmöglichkeiten in der Region zu unterstützen. Als beispielhaft gelten auch die zur Qualitätssicherung ihrer Bildungsdienstleistung gehörenden spezifischen Angebote der Volkshochschule Essen zur Mitarbeiterfortbildung; hierzu waren im Erwachsenenbildungshaus an der Hollestraße als „Didaktisches Labor“ bezeichnete Funktionsräume eingerichtet worden, deren technische Ausstattung zudem ab dem Jahr 1992 die sendefähige Erstellung bürgerschaftlicher Lokalfunk-Beiträge für das „Radio Essen“-Programm möglich machte. Abgestützt und mobilisiert durch die Übernahme ihres zentralen „Mutterhauses“ an der Hollestraße hat die VHS ihr Weiterbildungsangebot modellhaft ausbauen können, was nach Aussage des Kultusministers des Landes NRW bedeutete (Zitat):

„Die Volkshochschule Essen ist eine der großen, der wichtigen, der beispielgebenden Volkshochschulen in Nordrhein-Westfalen.“

Der „GROSSE KOMMUNIKATOR“ – die aus einem vier Meter langen ausgehöhlten Weidenstamm gefertigte, an einer der Öffnungen mit einer gegerbten Kalbshaut bespannte so genannte „STANDPAUKE“ – stand, einladend zu „aktiver Musik“, bis zum Umzug des VHS-Teams in den Neubau am Burgplatz zwischen Foyer und Zugang zum Forum des Volkshochschulhauses an der Hollestraße: Hier gelangten etwa für dergleichen „Klangobjekte“ eigens komponierte Werke zur ersten Aufführung; in der Aula wurden von der VHS-„Spielgruppe“ erarbeitete Bühnenwerke aufgeführt, beispielsweise in Zusammenarbeit mit dem Schauspiel und der Alten Synagoge das Stück „SIE SAGTEN NEIN • Essener Frauen und Männer im Kampf gegen das Hakenkreuz“; und zu den auch überregional ausstrahlenden Veranstaltungen der „Offenen Volkshochschule“ gehörten von Beginn an die regelmäßigen Ausstellungen, unter anderen die fotografische Nachgestaltung des großen Wandreliefs, welches der aus Essen gebürtige und vor dem nationalsozialistischen Terror aus Deutschland noch als Kind geflohene israelische Künstler Naftali Bezem für die Ausgestaltung der Jerusalemer Holocaust-Gedenkstätte Yad Vashem geschaffen hat. Wie die Alphabetisierung als ein Eckstein im Baukasten aller Bildungs- und Kulturarbeit auch der Volkshochschule gilt, so zielt das Konzept dieser sozial engagierten Bildungsarbeit auf die vollseitige Entwicklung und eigenschöpferische Kulturteilhabe der Menschen ab. Das für die moderne Erwachsenenbildungsarbeit vielfältig nutzbare, multifunktionale Raumprogramm des VHS-Gebäudes an der Hollestraße war für weit über die Ruhrgebietsregion ausstrahlende Großveranstaltungen wirksam:

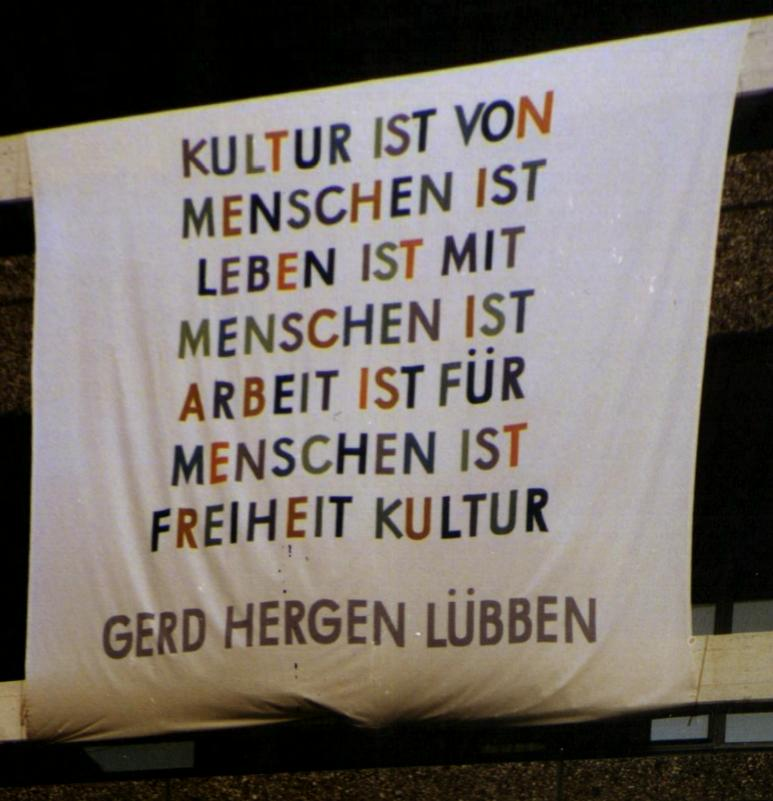
Kultur ist-Transparent – am Haus der Volkshochschule (1988 zu „Kultur ’90“: Essen, Hollestraße 75).

 1995 fanden hier Veranstaltungen der Weltmusiktage der Internationalen Gesellschaft für Neue Musik ebenso statt, wie zuvor diverse Begleitveranstaltungen zu dem breit gefächerten interkommunalen Diskursprojekt „Kultur '90“ sowie 1983/1984 die Gründungsveranstaltungen der SPIEL Essen, die weltgrößte Publikumsveranstaltung für nicht-elektronische Spiele, die mittlerweile in der Messe Essen stattfindet.

#### Abriss
In den 1990er Jahren bezeugten Messungen der Raumluft im VHS-Komplex an der Hollestraße, dass er stark durch PCB belastet ist und gesundheitsschädlich sein kann. Daraufhin wurden Kosten in Höhe von rund sieben Millionen Euro für eine Sanierung und zwei Millionen Euro für einen Abriss veranschlagt.
Im Dezember 2013 wurde mit der Entkernung des Gebäudes begonnen, wobei der PCB-haltige Bauschutt speziell entsorgt wurde. Infolge wurden die Waschbetonplatten der Fassade entfernt. Die Arbeiten mussten im Mai und Juni 2014 ruhen, damit an der nördlich angrenzenden Frida-Levy-Gesamtschule die Klausuren der Abiturienten ungestört geschrieben werden konnten. Ende 2014 war die Niederlegung des gesamten Gebäudekomplexes abgeschlossen.
Für die Nachfolgenutzung des Grundstücks wurde am 25. April 2018 vom Rat der Stadt Essen eine Bebauung mit einem Bürokomplex der Projektentwickler Kölbl Kruse beschlossen. Dieser Beschluss wird derzeit nicht weiter verfolgt, dafür jedoch über eine Erweiterung der benachbarten Frida-Levy-Gesamtschule bis auf das alte VHS-Grundstück auf kommunaler Ebene diskutiert.

### Neubau am Burgplatz 2004
Im Juni 2000 beschloss der Rat der Stadt Essen den Umzug in einen Neubau am Burgplatz. Der Bauantrag für den Neubau am Burgplatz wurde im Frühjahr 2002 genehmigt, worauf am 12. September 2002 die Grundsteinlegung folgte. Die neue Volkshochschule wurde am 16. September 2004 im Beisein des Architekten Hartmut Miksch und des damaligen Oberbürgermeisters Wolfgang Reiniger eröffnet.
Der Neubau steht stadtgeschichtlich auf interessantem Grund. An dieser Stelle gibt es Natursteinreste des Fundaments der Jesuitenresidenz, die hier Mitte des 18. Jahrhunderts erbaut wurde und als prachtvoller Bau galt. Auch sie wurde bereits später als Schulgebäude genutzt und gilt damit als Vorläufer des heute benachbarten Burggymnasiums. Der verglaste heutige Neubau der Volkshochschule Essen wurde nach Plänen des Architekten Hartmut Miksch errichtet. Einige Schulungsräume befinden sich zudem im angrenzenden Lichtburg-Gebäude mit Durchgang zum Neubau auf den Etagen 2, 3 und 4. Rechts des Eingangsbereiches vom Burgplatz aus war bis Dezember 2015 das Café Lernbar integriert, das von der Jugendhilfe Essen geführt worden war. Seit Anfang 2016 befindet sich hier ein neuer,  privat geführter Gastronomiebetrieb nicht nur für Schulbesucher.

## Bildungsangebote und Statistik
Heute bietet die nach der Norm EN ISO 9001 zertifizierte Volkshochschule diverse Kurse in den Bereichen Gesellschaft und Kultur, Sprachen, Arbeit und Beruf, EDV, Informatik, Umwelt und Gesundheit an. Es werden auch Einbürgerungskurse zur Bewältigung des Einbürgerungstestes angeboten. Dazu gibt es Schulische Weiterbildung sowie spezielle Senioren- und Jugendangebote.
Im Jahr 1979 konnte die Volkshochschule Außenstellen mit Weiterbildungsangeboten „vor Ort“ eröffnen: In Steele, im nun „Kulturforum Steele“ genannten, „alten Bezirksamt an der Dreiringstraße“, ausgestattet mit „Cafeteria“ und einem „Zugang für Rollstuhlfahrer“, wie auch in Borbeck, dort in eigenen Räumen in der neuen Bezirksverwaltungsstelle an der Gerichtsstraße; zugleich ist in der Volkshochschule unter Leitung von Gerd Hergen Lübben das Konzept eines „besonderen Kultur-Modells“ für das Schloss Borbeck mit dem dazugehörenden Wirtschaftsgebäude entwickelt worden, wodurch nach Auffassung des damaligen Kulturdezernenten Wilhelm Godde für die Zukunft eine „raffinierte, rationelle und vielseitige Nutzung“ ermöglicht wurde. Zahlreiche VHS-Angebote finden seither sowohl in der Außenstelle der Volkshochschule in der Gerichtsstraße in Borbeck als auch im Kulturforum im Gebäude der ehemaligen Sparkasse Steele in der Dreiringstraße in Steele statt.
Die Volkshochschule am Burgplatz zählte im Jahr 2023 rund 80.000 Besucher bei rund 65.000 Unterrichtsstunden. Die Besucherzahl am vorherigen Standort an der Hollestraße lag zuletzt bei etwa 63.000. Am heutigen Standort arbeiten neben 44 Festangestellten weitere bis zu 900 nebenamtliche Dozenten.

## Ausstellungen und Veranstaltungen
Die Eingangshalle sowie die Wartebereiche auf den einzelnen Etagen werden für ständig wechselnde Kunstausstellungen genutzt.
Im Großen Saal finden zeitweise Konzerte, Aufführungen und weitere Veranstaltungen statt.

## Publikationen
- Wilhelm Godde: Probleme der Mitteilung und Vermittlung: zur didaktisch-methodischen Praxis an der Essener VHS in der Abteilung Horizonte. Hrsg.: Volkshochschule. 1968.
- Volkshochschule Essen (Hrsg.): Initiative gegen Lehrerarbeitslosigkeit / IGEL – Erkundung alternativer Einsatzfelder für arbeitslose Lehrer. 1985.